# Радгоница
Радгоница (на словенски: Radgonica) е село в Словения, регион Средна Словения, община Лития. Според Националната статистическа служба на Република Словения през 2015 г. селото има 7 жители.